# إلى أسما - مع الحب والشقاء
إلى اسما_ مع الحب والشقاء أو إلى اسما_ مع الحب والبؤس(بالإنجليزية: For Esmé - With Love and Squalor)‏ واحدة من أشهر القصص القصيرة للكاتب الأمريكي جيروم ديفيد سالينجر. تتحدث القصة عن رقيب في الجيش يلتقي بفتاة صغيرة قبل ذهابه إلى ساحات القتال في الحرب العالمية الثانية. نُشرت القصة لأول مرة في مجلة النيويوركر في 8 أبريل 1950، وأدرجت لاحقًا في مجموعة القصص القصيرة لسالينجر بعنوان (تسع قصص) والتي نُشرت بعد ذلك بعامين.
اكتسبت القصة القصيرة شعبية بين القراء، كما يتضح من العدد الكبير من الرسائل التي تلقاها سالينجر في غضون أسبوعين من نشرها. ذكر كاتب السيرة الذاتية كينيث سلافينسكي أن القصة تعتبر على نطاق واسع واحدة من أكثر الأعمال الأدبية استثنائية في سياق الحرب العالمية الثانية. بينما ذهب المؤلف بول ألكسندر إلى أبعد من ذلك ووصفها بأنها "تحفة رائعة".
تتشابه الكثير من موضوعات الآثار الأدبية لسالينغر الذي يُعتبر أحد أشهر كُتاب قصص الخيال بعد الحرب العالمية الثانية في الولايات المتحدة الأمريكية مع «إلى اسما» في انه «لا يستطيع الإنسان العيش دون الحب». زعمت الادعاءات عند نشر القصة للمرة الأولى كونها سيرة ذاتية نظرا لتولى سالينغر منصبا ً في الجيش الأمريكى وانضمامه لعملية غزو نورماندي. رفض الكاتب تماما ًكتابة نتيجة التجارب السيئة التي عاشها في الحرب.
يُحكى في القسم الأول من القصة والذي يتكون من جزئين عن تعارف الراوى مع أسما وهي فتاة في الثالثة عشر من عمرها وأخوها تشارلز.ترجو أسماء الكاتب عند تعليمه لها أن تكون كاتبة كتابة قصة تتعلق بالشقاء الخاص بها.اما القسم الثاني للقصة وموضوعه الشقاء في الحكاية يحدث في ألمانياعقب عملية غزو نورماندى.xbaşçavuş راوى القسم الأول في القصة يميل للألم والوحدة نظراً لما عاشه في الحرب.وينتهى هذا القسم بنجاة xمن الاكتئاب والمعاناة التي عاشها وهذا بفضل الهدية والرسالة التي جاءته من أسما.
قُبلت قصة إلى أسما مع الحب والشقاء اعتبارا ًمن اليوم الأول من طباعتها للمرة الأولى في مجلة النيويوركر من قبل القراء والكثير من النقاد كأفضل قصة لكاتب. احتلت الحكاية مكانا ًفي القصص التسعة وهي عبارة عن قصص مجمعة محررة في تاريخ 6 أبريل عام 1953 ماول نسخة مطبوعة للكاتب salinger.النسخة البريطانية لهذا الكتاب تحمل الاسم نفسه للقصة.

## خلفية

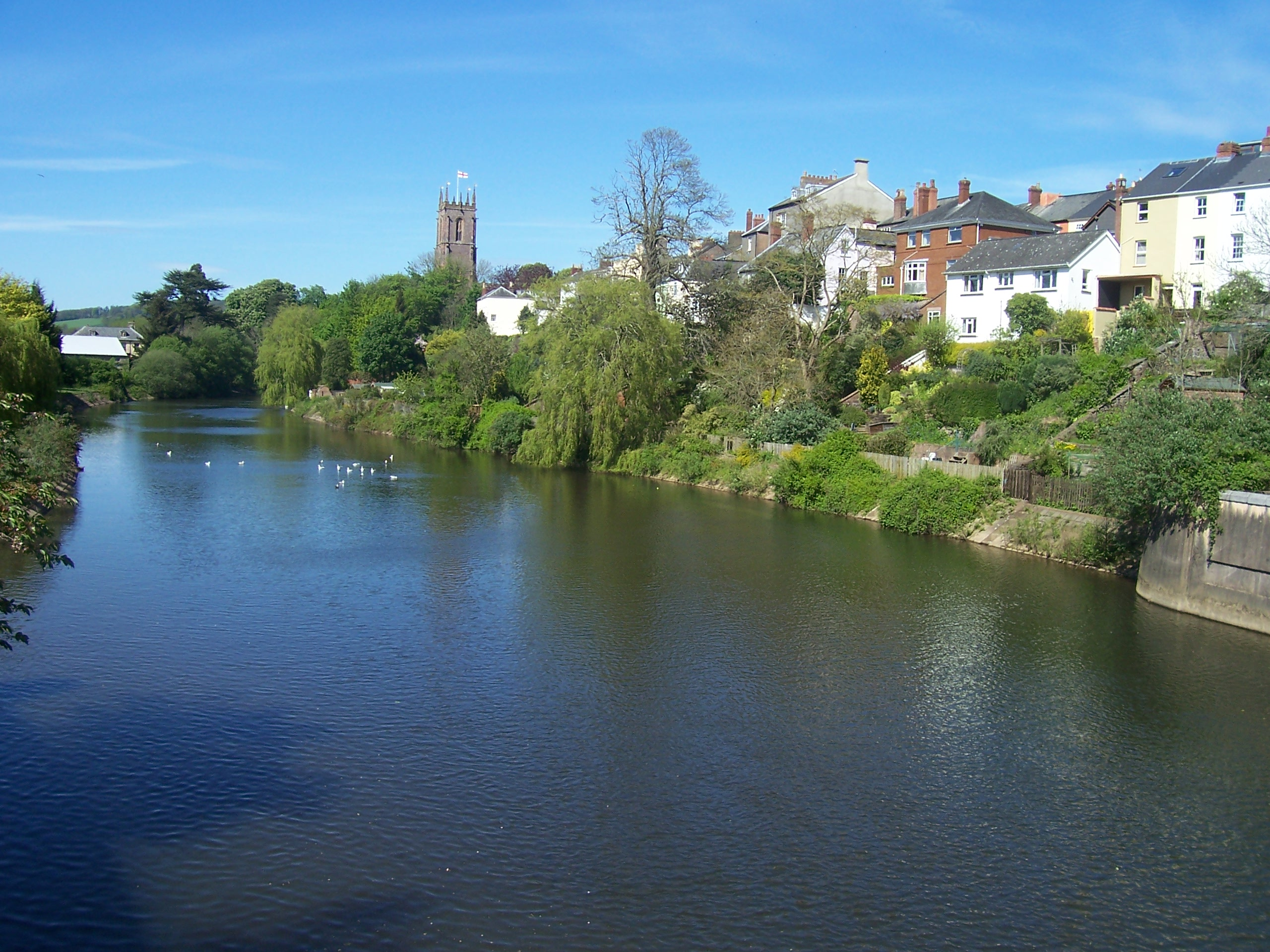
سالينغر الذي حصل على تعليم ضد المخابرات وذلك قبل خروجه إلى نورمانديا. مدينة تفيرتون تكون مشابهة جداللمدينة الموضحة في القسم الأول ل (إلى أسماء_مع الحب والشقاء)

رُفض مطلب سالينغر الذي تقدم به للالتحاق بالجيش الأمريكي عام 1941 بسبب مشكلة قلبيه. أعلنت اليابان دخولها الحرب العالمية الثانية الأمريكية عند قصف ميناء بيرل هاربر 7ديسمبر عام1941اعاد سلينجرفى سن الثالثة والعشرين تقييمه واُلحق بالجيش. وبدأ وظيفته 27ابريل عام1942.بقى سالينجر المُلم باللغات الفرنسية والألمانية في أمريكا على مدار عامين بعد ذلك والتحق بتدريبات وحدة مكافحة التجسس في ولاية ماريلاند...
خططت قوات التحالف لعمل هجوم على أوروبا التي احتلتها ألمانيا يوليو 1944.نُقلت قوات Başçavuş Salingerإلى انجلترا في الأيام الأولى من عام 1944 من أجل الاستعداد لهذا الهجوم...الكاتب التي وصلت سفينتته إلى ليفربول مر من هناك إلى لندن وعين كرقيب أول ووظيفته التجسس ضد الكتيبة الثانية عشر من فرقة المُشاة الرابعة في هذه المدينة. مقر فرقة المُشاة الخاصة بالكاتب كانت في مدينتى ديفون وتيفرتون..التحق سالينغر بدورات تدريبية لمكافحة التجسس في مدينة تيفرتون.
في هذه الدورات تم التدريب على البحث على الدول المسلوبة وأيضا عملية إستجواب عساكر العدو المقبوض عليهم من قبَل المدنيين في هذه المدن..عقب الصراع في هجوم نورمانديا الذي بدأ في 6 يونيو 1944.كان الكاتب سوف يلتحق بالنزاعات الخمسة أكثر من مرة في ألمانيا وفرنسا حتى نهاية الحرب.بينما كان في تيفرتون كان يقضى أوقات فراغه مُنظما مسيرات في الشوارع الضيقة الممتدة بحجارات الأرضية لهذه الدولة، شاربا مشروبات في خانه، مشاهداً عروض الكورال في الكنيسة.تيفرتون كانت مدينة صغيرة عدد سكانها 10 آلاف تقريبا قبل مجئ العساكر الأمريكية.مقر الفرق العسكرية كان قصر كبير خارج المدينة.سالينغر أيضاً كان يبقى في هذا القصر.بسبب أوجه التشابه بين تفيرتون المدينة التي في القصة وكذلك ماعاشه سالينجر في تيفرتون يُعتقدأن كون تيفرتون هي المدينة التي يُحكى عنها في (من أجل أسماء).
قُبلت التجارب التي عاشها سالينغر في أيام الحرب كمصدر للكثير من قصصه القصيرة. أثناء إستمرار الحرب طُبع في المجلات المختلفة الكثير من الحكايات مثل "Az Haşlanmış Çavuş", "Son İznin Son Günü", "Haftada Bir Kez Seni Öldürmez".بعد انتهاء الحرب استمر الكاتب في إنتاج الآثار الأدبيه في هذا الموضوع.كان يحكى عن انتحار سايمور جلاس العسكرى القديم في قصة (يوم رائع من أجل سمك الموز) وعن فتاة متوفية في معسكر مجتمع بوخنفالد في قصة (الفتاة التي اعترفها).(من أجل أسماء_ مع الحب والشقاء) أحد من أشهر القصص التي كتبها سالينغر تتعلق بالحرب. قُبلت هذه القصة والتي تتناول اضطراب X النفسى الذي شارك في هجوم نورمانديا بسبب ماعاشه أثناء المصادمات كواحدة من أجمل الآثار الأدبية التي ظهرت تحت تاثير الحرب العالمية الثانية. رُفضت قصة «من أجل أسماء» التي أرسلها الكاتب بعد انتهائها إلى جريدة النيويوركى في البداية. سالينغر في فبراير 1950, قَبلت الجريدة عقب معرفتها باختصار جوس لوبرانو أحد من محررين جريدة النيويوركى لعمله في ست صفحات طباعة الأثر حالة تعديله من جديد.

## تاريخ الطباعة
الحكاية طُبعت في 28 صفحه ونُشرت في مجلة The New Yorker في يوم 8 أبريل عام 1950. " Esmé " كانت الحكاية الوحيدة ل Salinger التي نُشرت بين فترتين أبريل 1945 ويونيو 1951. ارتبطت دار النشر الإنجليزية Hamish Hamilton في أغسطس 1950 وصاحبهاjamie Hamilton ب Salinger . وذُكر أن الكتاب أعجبوا جدا ًب "Esmé"التي قرأوها في Word Review وأرادوا أيضا أن يشتروا حقوق نشر جميع الحكايات من أجل إنجلترا. فقبل Salinger هذا العرض.
رئيس تحرير ومؤسس مجلة story"" Martha Foley اختار "Esmé" لقائمة أفضل حكاية في أمريكا The Best American Short Stories عام 1950 وطُبعت Prize of Stories عام 1950. "Esmé İçin" تكون واحده من حكايات Salinger الثلاثة التي وافق عليها Foley إلى السلسة التي اختارها لهذا العام
. Salinger في نوفمبر 1952 اختار 9 نبذات طُعبت في مجلات مختلفة من أجل المُختارات الحكائية. وكان من بين هؤلاء (إلى اسما_ مع الحب والشقاء).كان الكاتب لا يريد أن يعطى أي عمل اسم مُختارات منفردا. الكتاب حقق نجاح ونُشر الكتاب من طرف Little, Brown and Company باسم تسع حكايات في 6أبريل عام 1953 في الولايات المتحدة الأمريكية. 28 وصلت التسع حكايات إلى رقم 9 في قائمة أكتر مبيعات في New York Times.استمرت في هذا المستوى 3اشهر . وكان يخطط Jamie Hamilton أن يضع حكايات مختلفة و Esmé İçin اسم طبعه إنجليزية للكتاب. Salinger المعروف بأن له قواعد شديدة في مواضيع أسماء النبذات وافق أن يترك ل Hamilton اختيار اسم طبعه بريطانية للكتاب. التسع حكايات في بريطانيانتشروا باسمFor Esmé - With Love and Squalor and Other Stories] ].
في هذا القرار فكر أن "Esmé İçin" تكون عامل يحكى اسم فتاة شابة بريطانية للحكاية وتكون أول حكاية ل Salinger تكون مُنتشرة في مجلات بريطانية.«إلى أسما_مع الحب والشقاء» في نهاية عام 2005 أخذت النسخة المُباعة باسم النيويورك الكاملة مكانة في الدى في دى. هذا الدى في دى في مجله نيويورك يشمل كل الأعمال التي بدأت في مابين عامى 1925 -2005 وبداخلها «من أجل أسماء»

## الشخصيات
Başçavuş X: هو سارد القصة.يحكى في القسم الأول للقصة عن تعارُفه بطفلة في إنجلترا قبل مشاركتة في هجوم نورمانديا كما كان اسمه مجهول في هذا القسم.القسم الثاني الذي يتم الحديث فيه بالضمير هو يتناول الأزمة التي عاشها البطل في أيام الحرب.في هذا القسم يتم ذكر اسمه وهو Başçavuş X.
Esmé: طفلة في الثالثة عشر من عمرها الذي تعرف عليها Başçavuş X قبل يوم من مشاركته بالحرب.في القسم الثاني من القصة تُرسل أسماء برسالة إلى x بينما كان في الحرب.في مُقدمة القصة تم التوضيح للقراء بزواج أسماء ودعوتها لx على حفل زفافها.
Charles: أخو أسماء في الخامسة من عمره.كان بجانب أسماء يوم تعارفها ب x.
Onbaşı Z (Clay): صديق x الأوربى في الأيام التي عقبت هجوم نورمانديا.يعتقد كون كلاى الرجل البسيط هو رمز لقسم العدم في القصة.
Loretta: هي خطيبة كلاى.تكتب رسائل غالباً إلى كلاى في الحرب.
Bayan Megley: بايان الذي شاهد أسماء وتشارلز هو الشخص الذي أحضرهم للمقهى يوم تعارفهم على x.
زوجة Başçavuş X: يذكر السارد في بداية القصة اسمه (Başçavuş X).يوضح x بأنهم قرروا عدم الذهاب بعد أن تحدثنا مع زوجته على عرس أسماء.
Grencher Ana: هي حماة x ويُذكر اسمها في بداية القصة.
الأخ الأكبر ل Başçavuş X: في القسم الثاني من القصة يقرأ x رسالة مكتوبة بدون تفكير التي أتت من أخوه الأكبر.

## موضوعها
بدءت الحكاية بأخذ الراوى دعوة عُرس. في الثامن عشر من أبريل كان الراوى يود كثيرا ً أن ينضم لهذا العُرس.ولكن صاحب مقولة «التعقل لالتقاط الأنفاس» وضحوا أنه مع زوجته تناقشوا في الموضوع واتخذوا قرارا ًبأنهم لن يذهبوا. لأنه خطط لزيارة مزدوجة، حماته في الأسبوع الثاني من شهر أبريل وبعد ذلك سيقضون معهم أُُسبوعان. لذلك فإن القاص قرر أن يكتب أشياء خاصة بعروس المستقبل الذي تعرف عليها من قبل ستة سنوات. أول جزء من الحكاية يتضمن تعارفاته على العروس.

### القسم الأول
الراوى الذي ليس له اسم يكون بطل الحكاية؛ في شهر أبريل عام 1944 يكون أحد الستون الملتحقون بكورس التحضير إلى حيازة خاصة فُتحت من طرف منظمة الأخبار الإنجليزية في مدينة ديفون البريطانية. كانوا عندما يدخلون ويخرجون للدرس كانت علاقتهم بالعساكر في الخارج قليلة جداً. في أوقات الفراغ يقوم الراوى بالتمشي في المروج إذا كان الجو جميلاً، وإذا كان الجو ممطراً يفضل قراءة كتاب.
الكورس الذي استمر 3 أسابيع انتهى في يوم السبت الذي كان مُمطر.الفئة التي أنهت الكورس ذهبت إلى لندن الساعة 7 مساءً وعندما وصلوا إلى هذه المدينة نشروا إستهزاءات مختلفة من أجل المشاركة لإخراج Normandiya . الراوى الذي استعد من أجل الرحلة يشعر بالوحدة وعدم الإطمئنان بسبب بعده عن زوجته وبيئته. وخرج مشوباً بالهموم يسير من الأرض التي يبقى فيها إلى مركز البلدة.عند رؤية koro لعروض الكورال عند باب الكنيسة قرر الدخول إلى الداخل. في الداخل يعمل حوالى 20 طفل معظمهم من الفتايات التي تتراوح اعمارهم بين7 إلى 13سنة.يذهب الراوى ويجلس في الأمام.أثناء سماعه ل Koro لفت انتباهه ظهور فتاة في 13 من عمرها. وكانت الفتاة لديها عيون منهكه وجبين جميل وشعر أصفر مقصف حتى منتصف أذنيها. عندما يمل الراوى فإنه يستطيع أن يميز بكل سهولة صوت الفتاة الصغيرة الواضح عن صوت الأطفال الأخرون لأنها تكون صاحبة الصوت الجميل والرائع والواثق من نفسه من أعلى الستار. عندما وصل Koro ب كلمة ilâh الذي قالها، ترك الراوى الكنيسة ثم ذهب إلى صالون الراحة للصليب الأحمر الذي يكون قربياً. وجلس على الطاولة منفراً وعزمه على شاى وفطيرة بالقرفة. وبدء بقراءة خطابين أخرجهم من البلطو الحامى من المطر. واحد من الخطابين قد كتبته حماته أما الآخر فكتبته زوجته.
دخل طفلين مبللين إلى الداخل بدون أن يمضى وقتاً كثير.إصطحبتهم امرأة. واحد من الطفلين تكون البنت التيجذبت انتباه الراوى في الكنيسة أما الآخر يكون ولد في سن 7 من عمره الإمرأه والبنت جلسن على أحد الطاولات التي أمام الراوى.الولد يعمل ازعاج بين الحين ولاخر ويقاوم للجلوس على الطاولة ولكن بعد ذلك استطاع أن يجلس عليها.أثناء احضار الشاى على الحاضرين ألتقى عين الراوى والبنت إلى بعضهم البعض ثم ذهبت البنت بجانب الراوى بكل سهوله لا تنتظر من فتاه في هذا السن. بدأت حديثها قائلتا (اعتقد أن الأمريكيون يكرهون الشاى).أثناء المحادثة عرف الراوى ان البنت أثناء أعمال koro اكتشفت الراوى وان البنت عندما تكبر تريد ان يكون مغنى لموسيقه caz وانها تريد تتوقف عن الغناء في سن 30 من عمرها ان الفتاة اتت بجانبه لانها رأت انه بجلس وحيدا وان الراوى هو الحادى عشر التي تعرفت عليه وانها تريد ان تعيش في Ohio. البنت يكون اسمها Esmé وتكون هي ايها الارستقراطية.ولكن لا تريد ان تخبر الراوى بلقبها.و في ذثناء ذلك اتى الولد بجانبهم وقال ان Bayan Megley تريد Esmé ان تعود مره أخرى أي الطاولة. الولد يكون Charles أخ البنت.
أسماء وتشارلز يكونوا أيتام. توفى والدهما بينما كان يؤدى واجبه في شمال أفريقيا في الجيش الإنجليزى؛ وقد توفت والدتهما قبل ذلك بقترة قصيرة. يقال أيضا أنه في إحدى الروايات أنه سقط قتيلا أثناء هجوم جوى. بعد موت والديهما بدأت أسماء تعامل كشجاعة وناضجة وحملت في ساعديها (ذراعيها) ساعة العسكر التي تعود لابيها بعزة نفس. كاتب أسماء جعل محادثتها مثل الأطفال المتوازنون والمفكرون في القصص الأخرى فأظهر مهارة اللسان؛ وفصاحة القول. فرح الكاتب كتيرا بالطفلة على هذا الحال. كان تشارلز طفل كثير الحركة (مشاغب). سؤاله الأول عندما جاء إلى جانب الرجل هو لماذا يقبلو من الخد في الأفلام. خلال المناقشات تحدثوا تلات مرات عن لغز الجدار. وكان تشارلز في كل مرة يسأل بجرأة (بصراحة) «ما الذي يقوله الحائط للحائط الآخر».
إذا أراد السارد التوضيح أيضا فقد طرح سؤال ماهو العمل الذي كانت تقوم به أسماء قبل الحرب وتفهم كونه عسكرى. أوضح السارد احترافية كاتب القصة. أراد كتابة قصة عن الرجل تتعلق بالبؤس والحرمان من أجل نفسه في المستقبل قائلا أن أسماء تكون "قارئ عاطفى". لا يوجد توقع مدهش للحكاية؛ وعدم كونها طفوليه وسخيفه كانت كافيه من أجله. بينما كانوا يودعون أسماء قالت أسماء رغيتها في مراسلة السارد وأخذت معلومات توصيلية عنه. خرج تشارلز وأسماء من المقهى وبعد دقيقة عادوا أدراجهم . جرت البنت أخيها على الأرض من ذراعه . أتى بجانب الراوى واقتطع "تشارلز يقبلكوا وكان يريد أن يقول لكم مع السلامة (كان يريد أن يودعكم). قبل تشارلز السارد . تذكرت الطفلة الصغيرة مرة أخرى طلبها من السارد بكتابة قصة بخصوص الحرمان من أجلها . وعد السارد الطفلة بأنه سيكتب لها قصة "مليئة بالحرمان والحركة". الدفئ الإنسانى الذي تشعر به أسماء في الفترة القصيرة التي تقضيها مع تشارلز قللت الهموم التي تكونت من الحياة في المخيمات العسكرية وأيام الحرب. وهكذا ينتهى القسم الأول ويتغير المشهد .

### القسم الثاني
إن نهاية القسم الأول من القصة مليئة بالشقاء كما يُقال كون القسم المُؤثر في القصة هو القسم الثانى.نَقل السارد هذا القسم إلى القارئ عن طريق الضمير هو.تحدُث الحادثة المُشار إليها في ولاية بافاريا بألمانيا في مايو من عام 1945.كانت الحرب قد انتهت.يُذكر اسم السارد في القسم الأول في هذا القسم وهوBaşçavuş X.كان يبقى x في منزل شخص مدنى سويا ًمع تسعة عساكر أمريكية.كان يقضى وقته في القراءة داخل غرفة صغيرة مظلمة في الطابق الثانى.عاد مرة أخرى إلى وحدته وتم علاجه في مستشفى بمدينة فرانكفورت بسبب الأزمة العصبية التي مر بها تحت تأثير الحرب.مهما فعل لايستطيع أن يهتم بكتاب مُعين.في النهاية يُشعل سيجار.وفي هذه الأثناء يرى كتابا ًفي حالة مزرية على الحائط فوق المنضدة.
هذا الكتاب هوDie Zeit Ohne Beispiel لجوزيف غوبلز ويتعلق بفتيات عازبات في سن الثامنة والثلاثين لعائلة ألمانية صاحبة المنزل قَبل استقرارهم فيه.كما أن وظيفتهم ذو رُتبة صغيرة داخل الحزب النازى للمرأة.ولهذا السبب إعتقلهم x قَبل بضعة أسابيع.عندما فتح x الكتاب يرى كتابته (إلهى العزيز، هذه الحياة هي جهنم) والمكتوبة بخط اليد في الصفحة الأولى.هذه الجملة مثل وصف للرجل. ولذلك يأخذ قلم رصاص من مكتبه وللاستشهاد بتلك الجملة يكتب اقتباس من رواية الإخوة كارامازاوف للكاتب فيودور دوستويفسكي. «الآباء، المعلمين، وكذلك أنا أفكر: ماهى جهنم ياتُرى؟ وأزعُم بأن جهنم هي معاناة البقاء بلا قدرة على الحب.»
هناك اثنى عشر رسالة فوق المنضدة اتوا بينما كان x في المشفى.ياخذ أحد من هؤلاء بعشوائية.وهي رسالة من أخيه الأكبر الذي يعيش في البانى.مزق الرسالة بامتعاض والتي أراد أخيه فيها إرسال صليب معقوف أو حربة احياء لذكرى الحرب لأبنائه. في هذه الأثناء يدخل Onbaşı Z الذي ذكر باسم Onbaşı Clay الغرفة. Clay هو شخص بلاهدف أو احساس حاصل على شارات وميداليات.
لم يستطع Onbaşı Z فهم نوع حالة x البائسة على مدار فترة بقائه في الغرفة كما يتواجد في التلعيقات القاسية والتي تتعلق بالحالة النفسية.كما يحكى ذكر الازمة العصبية التي مر بها x إلى Loretta اخته التي راسلها.كتب إلى z Loretta عن عدم استقرار توازن x في حياته المدنية وان الناس سوف تمر بازمة عصبية بسبب الحرب.من جهة أخرى، علق على ضرب الفتاة z للقطة كحالة جنون مؤقتة.قامت z بدعوة Başçavuş X لمشاهدة عرض بوب هوب سويا مع العساكر الأخرى.رفض x هذا العرض.في النهاية خرجت z من الغرفة وبقى x وحيدا مرة أخرى.
يلفت انتباه x طرد بين مجموعة خطابات على الطاولة.يفتح الطرد، ويخرج الرسالة التي كتبتها اسما من داخله وساعة والد الفتاة.تعتذر أسماء من Başçavuş X لعدم قدرتها على كتابة 38 يوما في مكتوبها.وبقى هناك صعوبة في التعامل مع عمة الفتاة الشابة حيث كان هناك عقدية طافرة بحلق عمتها.ذكرت قلقهم الكبير من أجله سويا مع شارلز في يوم الهجوم.انهت خطابها كاتبة عن انتظارها لسماع اخبار عنه.تريد أسماء بقاء ساعة يدها عند x خلال مدة الحرب "aşırı su-geçirmez" و "darbeye-dirençli". لا نها تعتقد بان x سيحتاج للساعة أكثر منها.بالإضافة لذلك في المكتوب يوجد العديد من الاسطر التي كتبها تشارلز أخوها والذي يتمتع بالذكاء المفرط والذي علمته أسماء القراءة والكتابة من أجل Başçavuş.ينادى تشارلزهكذا على Başçavuş.
مرحبا..مرحبا..مرحبا..مرحبا..مرحبا
مرحبا..مرحبا..مرحبا..مرحبا..مرحبا
حبى وقبلاتى تشارلـــــــــــز.
تاثر Başçavuş X كثيرا والذي قرا اسطر أسماء وتشارلز البسيطة ولكنها صادقة ولم يتحرك من مكانه لفترة.جاءت إلى غرفة المريض ساعة مع الرسالة كماجاءت كدواء لنفسيته. Başçavuş.بينما كان x على وشك الانتحار انقذته أسماء. Başçavuş الذي يعتقد أن الحب سينتصر على الشقاء لديه القوة على هدم الشقاء في حياته وكذلك يمكن للقيم المعنوية التي كان يمتلكها قبل الحرب ان تنتصر وتكون قوية. عند اخراجه للساعة من الصندوق يرى زجاجها قد كسر.لم يتجرا ع المراقبة قائلا هل هناك مكان آخر أكثر فسادا.بقت الساعة فترة أكثر في يده وبعدها ادرك مجئ ميعاد نومه.

## التحليل
يأتى إيهاب حسن على رأس عدد من النقاد الأدبيين الذي أعتقد «من أجل أسماء_مع الحب والشقاء» قصيدة زفاف حديثة كتبت لمجد أسماء. Başçavuş X كتب هذه القصة إلى الفتاة كهدية للتخلص من المشكلة (الازمة)بالحب الذي أظهره إلى أسماء بينما كان ينسحب من الألم بسسب الحرمان من الحب . عندما ستصادف الأعزاء على قلبك في كل مرة يكون هناك نوع من الحب المنتشر بوسع بين الناس ولم يكن الحب الذي وجده اكس في أسماءرومانسى.
خطاب أسماء إلى X سيُكسب سالينجر الطمأنينة الداخلية من جديد كونه سر في غاية الأهمية أوضح X علاقته مع الأشخاص الأخريين في الحكاية . في القصة زوجات الناس اللاتى أنشئن إتصال مع Başçavuş ؛ حماته؛ اصدقاء كلاى في الجيش وبسبب كون خطيبة كلاى هي لوريتا . نوه بالذكر أن حماة X كانت تريده بشدة أن يكون مانعاً لعدم ذهابها لزفاف أسماء.الزوج الذي قال كونه صاحب «تروى للتفكير (تعقل من اجل التقاط الأنفاس)» لم يكن يفرق في أي وقت من الأوقات مهما كان درجة أهميته من أجل رجل أسماء. بينما كان X يوضح سبب عدم الذهاب إلى الزفاف كانت زوجته كأنما تردد أقوالهم في نفسها. لم يشعر الرجل بتقارب من حماته وزوجته . لم يكن بينهم إتصال (تواصل) منتظم . بشكل مماثل بينما كان Başçavuş يدرس في Tiverton لم يثق باى صديق عسكرى . في القسم الثانى للقصة الجزء المختص بالحرمان كان وضع X أشد وطأة .اولا يقرأ الخطاب القاسى الذي كتبه أخيه والذي يكون هدفه الوحيد هو إحياء ذكرى الحرب . أيضاً كلاى أخو الجندى؛ يكون رجل بلا مشاعر بالقدر الذي لن يجعله يرى مايشعر به X . في نفس الوقت فإن lümpenlikالموجود في كتاب ناس من دبلن للكاتب جيمس جويس هي واحدة من أهم القصص التي تحكى عن الركود والشقاء ويعتقد أن Joyce سوف يعطى اسم سالينجر إلى الشخصية بسبب هذه القصة . اما Loretta التي تعرف X عن طريق رسائل Clay اثناء ادعائه بان حاله Başçavuş النفسية لاتنشئ من الحرب وتكون متعلقه بشحصيه وطبيعه الرجل؛ أما قتل Clay لقطة بكل قسوة تكون امراه تستطيع ان تحدد الجنون المؤقت كفتره مرت بها . Clay الذي يكون شخص لا يستطيع التحمل (لا يطاق) من اجل X لا يستطيع ان يفهم حتى النقد الذي يوجه حرمان كبير اليه؛ لان في الجمل الاستهزائية التي توضع ان Clay وجد X يقتل قطة بدون رحمة لا يستطيع Clay ان يفهم ما الذي يقصده X .
هو لديه احتياج إلى احدا عارفا بأن Başçavuş سوف يستطيع أن يدمر أي إنسان في الحرب مهما كان . Esmé التي فقدت ابيها وامها بسبب الحرب لديها نف الإحساس الذي يشعر به x التي تشعر به .عقب فقدان الفتاة الصغيرة فان الفتى قد حمل بكل شجاعة المسؤليات التي يحملها الناس . في المجتمع اللعين برغم من وجود شخصيات مثل Goebbels وبرغم من وجود رداءات فانه يستمر في الصراع . لو يعيش في مجتمع لعين جدا فان الفتاة التي صاحبه الشخصية المنظمة التي تشفق على العسكرى الامريكى الوفى والوحيد، على عائلته وعلى حياته تستطيع ان تحب الحياة في هذه الدنيا الدنيئة وتستطيع العيش في حياه ذات معنى . قد اؤكد في الحكاية ذهاب واتيان Esmé بين بنت مراهقه وفتاة .احدا يكون متكبرا ومطوس .يستخدم كلمات خاطئة .اثناء ارادته ان يكتب حكاية متعلقة بالرحمان من الشاويش اوضح ان الموضوع الذي يكون سببا لفت الانتباه كدرجه مفرطة .كان مستريح اثناء حديثه عن هذا . هذا الكلام العنيف الذي في حديث الفتاة ادى إلى استمتاع القارئ .في القسم التانى من الحكاية فان رسالة Esmé بتاريخ 7 يونيو 1944 التي قرأها Başçavuş يكون موضوع تلقائى وصريح . اوضحت أسماء الساعة التي تعرفت بيها على x بين الساعة 3.45 و 4.15 في 30 أبريل علم 1944 واعتقدها بقبل عده أيام (35) كانت كطفلة . ومن جانب اخر قد سيطرت الفتاة هل x لدية ساعه واحدة في زمن حريات الذي يكون سويا مع الفتاة.
محادثات أسماء و X في الصالون لم تعطَ إشارة فيما يتعلق بالحالة النفسية الداخلية . كأن كلاهما علق قناع أمام أوجاعه . اختفى انعدا ثقتهم وانكسارهم . بالرغم من الإحباط العميق لدى X إلا أنه طوال المحادثات كان يضحك . تغلبت أسماء على اظافرها ولكن طوال المحادثة كانت تبذل قصارى جهدها من أجل الحفاظ على شعرها مرتب . قام بزيارة خاطفة من أجل إظهار كلمات البنت بأنها أكبر وأنضج مما تبدو عليه .أيضاً دار كلام الرجل وسط صراحة جارحة . في أخر هذه المحادثة شرح الراوى أن x لديه إحساس كبير بالجوع أما أسماء فإنها ظلت محطمة نفسياً بين الطفولة والبلوغ .
أسماء هي الشخص الوحيد الذي سيقدم المساعدة إلى Başçavuş من خلال الرسالة . سواء ما كتبوه أو ساعة ابيها التي ارسلت كهدية كانت كتمثيل لحب الفتاة الذي لافائدة من احتياجه . منذ تلك الساعة في الجزء الأول للحكاية أسماء تكون هي الصلة الوحيدة بأبيها (همزة الوصل الوحيدة) المتوفى ولفت الانتباه إلى الحرمان الذي عاشته الفتاة بسبب الحرب . في القسم الثانى؛ ساعة Başçavuş التي أخرجها من لفتها اتضح انها كانت مكسورة وزجاجها تهشم في الطريق . بهذه الحالة (بهذا الوضع) يوجد بين الساعة وبين الحالة النفسية للجندى تشابه.X الذي تغلب على الحرمان من الحب وصل إلى الإطمئنان (الإستقرار)الداخلى .
في نهاية عدد من قصص الادب الامريكى الكلاسيكية البطل يصل إلى نقطة ستنفذ من التجارب التي اكتسبها والدروس التي أخذها من المعايشات على مدار الأثر . في من اجل أسماء البطل كسب نفسه . وفي نهاية الحكاية نفذ X وعده وكتب قصة إلى أسماء مملؤة بالحرمان . هذا الأثر؛ أب مثالى يظهر الحب لإبنته الصغيرة ليكون هدية زفافها .

## مقارنة مع الأعمال الأدبية الأخرى للكاتب
Başçavuş X الذي يشعر بالوحدة والحرمان من الحب والذي عاش باختلال عقلى بسبب الحرب العالمية الثانية في قصة «إلى أسماء مع الحب والشقاء» تخلص من هذه المشاكل بالحب البرئ الذي أظهره الطفلين الإنجليزيان إليه.في نهاية القصة، بالرغم من بشاعة الحرب بدأ x بفضل أسماء وتشارلز في الشعور بالطمانينة من جديد وابتعد عن الشقاء الداخلى.يعطى سالينجر رسالة في هذه القصة وهي (بغض النظر إلى أي مدى تصل الحالة النفسية السيئة للإنسان سيجد طريق لحب العالم ويستطيع أن ينجو من مشاكله وكذلك من الانتحار الذي سيظهر كنتيجة لهذه المشاكل). فالحب عند سالينجر هو حل العصاب.
استخدم الكاتب أيضاً في أعماله الأخرى عدا (إلى أسماء مع الحب والشقاء) موضوع «لانستطيع العيش دون حب».هولدن كولفليد الذي يحاول التواجد في العالم السطحى والمادى لأمريكا بعد الحرب هو بطل رواية الحارس في حقل الشوفان وهي الرواية الوحيدة التي تحكى عن حياة متمردة لشاب مراهق.يتكلم هولدن كلام مراهقين مازحاً بفمه ويستخدم كلمته المزيفه لوصف كثير من الأشياء التي رأها. Phoebe في هذه الرواية هي شقيقة هولدن وواحدة من أطفال سالينجر الحكماء مثل أسماء تماماً وهي العامل الرئيسى في قدرته على الاختلاط بالمجتمع مرة أخرى وكسب التوازن العاطفى للشاب.في الأقسام الأخيرة لهذا الأثر يتحدث هولدن مع شقيقته Phoebe. عقب كلام Phoebe إلى أخيها تحول هولدن لشخص بالغ. أما في قصة الحارس في حقل الشوفان والتي نشرت بعد سنة من هذه الحكاية يحكى سالينجر والذي يكون موضوع الشقاء الداخلى للفرد في قصة إلى أسماء عن الشقاء في المجتمع.
أسماء و Phoebe هن منقذى الأبطال والذين كانو على وشك الجنون. أما في "Muz Balığı İçin Mükemmel Bir Gün" وهي قصة أخرى طبعت في جريدة النيويوركى في 31 من أكتوبر في عام 1948 قبل هذين العملين للكاتب منعت الطفلة الثرثارةSybil بطل القصة Seymour Glassمن الانتحار لكن تنجح على الأقل في إيضاح عالم الرجل الذي لوثه البالغين.في القصة، سايمور الجندى القديم الذي أتى إلى سواحل فلوريدا في عطلة مع زوجته الثرثارة عقب عودته من الحرب لايزال تحت تاثير الأزمة التي خلفتها الحرب.كما انه لم يدرك وضع زوجته التي تتحدث مع والدته بينما كانت تطلى أظافرها في غرفة الفندق.تعرف سايمور على Sybil الطفلة الثرثارة على الشاطئ كمان أن الحوار معها أعطى للرجل فترة للإسترخاء ولو كانت قليلة متخلصاً من ازماته جميعها.أسماء وPhoebe وSybil هن أطفال يشبهون كثيرا بعضهم البعض.من ناحية أخرى، يعتبرBaşçavuş X وكذلك Holden Caulfield أحفاد لسايمور الذي انتحر.شخصية سالينجر الأخرى التي تشبه أسماء هي Boo Boo Tanenbaum البطلة في قصة "Teknede".Boo Boo شقيقة سايمور هي إمراة ناضجه وهي بنت في الرابعة من عمرها تدعى ليونيل.تكافح Boo Boo الأمريكية للوصول للأفضل مثل أسماء الإنجليزية تماماً.
Babe Gladwaller في "Fransa'da Bir Çocuk" وهي إحدى القصص التي كتبها سالينجر في أوروبا في أيام الحرب بينما يختبأ في جحر يقرأ رسالة مليئة بالحب المرسلة من Mattie شقيقته أيضاً من ناحية ما.في هذا العمل للكاتب يريح هذا التواصل Babe مع اخيه تماما مثل بعد خطاب أسماء إلى x ويغفو الرجل مستريحاً. يستخدم سالينجر في القصص التي يحكيها عن عائلة سايمور نوم البطل مستريحاً كإشارة لحل المشكلة.

## ردود الفعل
فإن الأثر لقى نجاحا ًكبيرا عقب نشره في مجلة The New Yorker في 14 من شهر أبريل عام1950. قراء هذة المجلة أحبوا هذه الحكاية جداً .في 20 أبريل عام 1950 صرح Salinger انه تلقى عدد كبير الرسائل التي تكون أكثر من الحكايات التي تم نشرها إلى هذا اليوم من أجل "Esmé İçin" في دهشة شديدة من Gus Lobrano الذي يكون واحد من مدراء مجلة New Yorker.
المنتقدون الأدبيون مثل Frederick L. Gwynn ve Joseph L. Blotnerقالوا أن فن Salinger للحكايات يكون ذو شأن كبير.
عقب نشر الحكايات التسعة في 9 أبريل عام 1950 كتب Charles Poore في نيويورك تايمز أن "Esmé İçin" تكون أحسن حكاية أظهرتها الحرب العالمية الثانية. ويقول George Steiner أن الأثر الذي يتمتع بالجمال والتشابه مع Poore يكون أجمل حكاية أظهرتها الحرب. أوضح إيهاب حسن أن الحكاية التي كتبها Salinger في الجزء الثاني من أعماله مع الأثر Sarsak Dayı Connecticutّ و Teknede تكون حكاية جيدة جدا ً.
أظهر John Antico في التعليقات التي أتت بها الحكاية إنقاذ حبيب الفتاة التي في سن 13 من عمرها؛Başçavuş X الذي أكتئب بسبب الفراق الذي خلقته الحرب . وطبقا ل Antico فإن أعمال Salinger هذا كانت محاكاة ساخرة لحكايات الحرب المثالية وقد بنى مفهوم فكاهى الذي لا يكون الحب القوى الذي يمتلكه Başçavuş X. اما John Hermann يَدعى أن الشخصية المُغلقة في الأثر ليست Esmé ولكن تكون أخيها Charles. وطبقا ل Hermann فكان يفصح عن السحر الذي بين الدنيا و X بقوله (فالنتقابل في زاوية) لركن مختلف من الحائط الذي يكون لغز Charles . وحين وصل x إلى هدؤء ليس فقط بين سطور Esmé ولكن يحافظ على الملحوظة التي اضافها Charles إلى نهاية الرسالة . ومن جانب آخر فان اخت Charles التي ليس لديها علم بعدد الساعات وعمل الحسابات والاعداد كانت معصومة .و وفقا ل Mike Tierce فكان Charles و Esmé هم الذين أنقذوا BaşçavuşX من الأزمة. بينما كانت Esmé تمثل الحق (الحقيقة)؛ المادية (وهو مذهب فلسفى)والعلم؛ كان Charles رمز الصدق ذو المشاعر والأحاسيس وكان يوجد احتياج لكل من الأخين من أجل تنظيم X .
في أول مرة نُشرت فيها إلى أسما ذُكر أن هذه جهود سيلنغر الذي كتب مستندا ًإلى التجارب السيئة التي عاشها في الحرب .ولكن رفض بالقطع السيرة الذاتية للكاتب داخل الأثر (في الاثر). Eberhard Alsen زعم في مقالته التي نشرت في عام 2002، كون القصة هي أكثر قصة تكلم الكاتب فيها عن سيرته الذاتية ذاكراًما كتبه عن انتقال سلينغر إلى المشفى التي في Nurenberg بسبب الاكتئاب الذي عاشه وذلك في الخطاب الذي أرسله إلى Ernest Hemingway من ألمانيا في عام 1945.

## تأثيرات
طلب لورنس أوليفيه الإذن من الكاتب من أجل عرض المسرحية الإذاعية (من اجل أسماء بالحب والشقاء) في إذاعة بي بي سي بواسطة Jamie Hamilton الذي يذيع شخصية سالينجر في yنجلترا.عدل ممثل المسرحية روايات كلاسيكية للكتاب مثل تشارلز ديكنز، جوزيف كونراد، روبرت لويس ستيفنسون وهرمان ملفيل مسبقاً على الراديو .أن سالينجر الكاتب المعاصر الوحيد الذي أراد تحويل العمل الأدبى لاوليفيه إلى مسرحية إذاعية حتى ذلك اليوم.بشكل مماثل Philip G. Epstein وJulius Epstein كتاب السيناريو لفيلم كازبلانكا حولو قصة سالينجر المسماة Sarsak Dayı في عام 1950 إلى سيناريو وتم تحويل العمل الأدبى الذي أنتجه صمويل جولدوين إلى فيلم باسم My Foolish Heart. تعصب سالينجر كثيراً لإظهار موضوع فقد البراءة التي يحكى عنها في هذه الحكاية في شكل فقدان للعذرية في الفيلم، وأخذ قرار بعدم بيع حقوق أعماله الأدبية إلى عالم السينما والتليفزيون. رفض الكاتب عرض اوليفيه بسبب القرار الذي أخذه نتيجة هذه التجربة المحزنة التي عاشها.
نشرت قصة بدون إمضاء تحت اسم "For Rupert – with no promises" في جريدة Esquire في عدد فبراير من سنة 1977. أفردت المجلة مكانا للقصة التي أوضحها الكاتب لأول مرة.خرجت إشاعات حول ماكتبه سالينجر وعدم طباعة عمله الأدبى الجديد "For Rupert – with no promises" لمدة خمسة سنوات.في النهاية، ظهر Gordon Lish رئيس تحرير المجلة الذي قال في تصريحه لصاحب العمل الأدبى «لو لن يكتب سالينجر الحكايات، ينبغى على أشخاص ما كتابة هذه الحكايات من أجله». هذه القصة احتلت مكان أيضاً في What I Know so far. القصة الأخرى التي في هذه الكتاب كانت "For Jeromé - With Love and Kisses" والتي منحت جائزة  O. Henry إلى الكاتب التي أعطاها المحرر اسماً مستوحى من (إلى أسماء).يحكى في العمل محاولة أب تسوية العلاقة مع إبنه والذي يكون كاتب فريد فضل حياة التقشف.ابن الكاتب هو سخرية تخمينية لسالينجر.يرى في Alacakaranlık Bulvarı الكتاب السادس للمجموعة الأولى في سلسلة أحداث سيئة للكاتب Lemony Snicket ، كما توجد شخصية مسماه ب Esmé Squalor.استلهمت هذه الشخصية من قصة لسالينجر بينما يختلقها الكاتب Snicket. بالإضافة لذلك We are Scientists مجموعة الاندى روك ذو الأصل النيويوركى وضعوا With Love and Squalor المستوحى من القصة كإسم للألبومات التي أصدروها عام 2005. ومن المعروف وجود مجموعة من المعجبين بسالينجر.